# Produtos químicos básicos
As commodities químicas (ou commodities a granel ou produtos químicos básicos a granel) são um grupo de produtos químicos fabricados em grande escala para atender aos mercados globais. Os preços médios das commodities químicas são regularmente publicados em revistas especializadas em produtos químicos e sites como Chemical Week e ICIS. Existem vários estudos sobre a escala e complexidade deste mercado, por exemplo, nos EUA.
As commodities químicas são um subsetor da indústria química (outros subsetores são produtos químicos finos, especialidades químicas, produtos químicos inorgânicos, petroquímicos, farmacêuticos, energia renovável (por exemplo, biocombustíveis ) e materiais (por exemplo, biopolímeros)) As commodities químicas são diferenciadas principalmente pelo volume de sua fabricação.

## Tipos
Compostos químicos são frequentemente classificados em duas classes, inorgânicos e orgânicos.

### Produtos químicos inorgânicos
- Sulfato de alumínio
- Amoníaco
- Nitrato de amônio
- Sulfato de amónio
- Negro de carvão
- cloro
- Fosfato de diamônio
- Fosfato monoamônico
- Ácido clorídrico
- Fluoreto de hidrogénio
- Peróxido de hidrogênio
- Ácido nítrico
- oxígeno
- Ácido fosfórico
- Carbonato de sódio
- Clorato de sódio
- hidróxido de sodio
- Silicato de sódio
- ácido sulfúrico
- Dióxido de titânio

### Produtos químicos orgânicos
Produtos químicos orgânicos comumente comercializados incluem: 
- Ácido acético
- Acetona
- Ácido acrílico
- Acrilonitrilo
- Ácido adípico
- Benzeno
- Butadieno
- Butanol
- Caprolactama
- Cumeno
- Cicloexanona
- ftalato de dioctilo
- etanol
- etileno
- óxido de etileno
- etilenglicol
- formaldehído
- Metanol
- Octanol
- Fenol
- Anidrido ftálico
- Polipropileno
- Poliestireno
- Cloreto de polivinil
- Propileno
- Polipropilenglicol
- Óxido de propileno
- Estireno
- Ácido tereftálico
- Tolueno
- Diisocianato de tolueno
- urea
- Cloreto de vinila
- Xileno
- Acrilato
- Biodiesel
- Butanodiol
- Acetato de butila
- Tereftalato de dimetilo
- Epicloridrina
- Resina epóxi
- ETBE
- Etanolamina
- Acetato de etilo
- Etilenodiamina
- Dicloretano de etileno (EDC)
- Etileno acetato de viníl
- Etilbenzeno
- Poliestireno expandível
- Ácido graxo
- Álcool graxo
- Glicerina
- Éter de glicol
- Hexano
- Isocianato
- Anidrido maleico
- Melamina
- Metil isobutil cetona (MIBK)
- Metiletilcetona (MEK)
- Metacrilato de metila
- Monoetilenglicol
- Propilenoglicol
- Nafta
- Nylon 6 e 6/6,
- Oxo alcohol
- Percloroetileno
- Policarbonato
- Polietileno
- Tereftalato de polietileno (PET)
- Metacrilato de polimetilo (PMMA)
- Polioles
- Tereftalato de polietileno (PET)
- Sorbitol
- Acetato de vinila

## Setores
As commodities químicas são produzidas para suprir necessidades industriais diversas, mas geralmente bem definidas. Alguns dos principais setores e seus componentes são :
- plásticos, fibras sintéticas, borracha sintética
- corantes, pigmentos, tintas, revestimentos
- fertilizantes, produtos químicos agrícolas, pesticidas
- cosméticos, sabões, agentes de limpeza, detergentes
- produtos farmacêuticos
- mineração